# Donald et la Roue
Pour plus de détails, voir Fiche technique et Distribution.
Donald et la Roue (Donald and the Wheel) est un dessin animé de la série des Donald Duck réalisé par Hamilton Luske pour les studios Disney et sorti le 21 juin 1961.

## Synopsis
Un père explique à son fils que l'invention de la roue fut la plus importante. Pour le prouver, ils vont aller rendre visite à un inventeur dont le rôle est tenu par Donald, alors canard des cavernes…

## Fiche technique
- Titre original : Donald and the Wheel
- Titre français : Donald et la Roue
- Série : Donald Duck
- Réalisation : Hamilton Luske
- Scénario : Bill Berg
- Animation : Les Clark, Hal King et Fred Kopietz
- Layout : Don Griffith
- Direction artistique : Art Riley et McLaren Stewart
- Effets visuels : Joshua Meador
- Musique : Buddy Baker
- Production : Walt Disney
- Société de production : Walt Disney Productions
- Société de distribution : Buena Vista Distribution Company
- Langue : anglais
- Pays :  États-Unis
- Format : couleur (Technicolor) - 35 mm - 1,33:1 - son mono (RCA Photophone)
- Durée : 17 min
- Date de sortie : 21 juin 1961 (États-Unis)

## Distribution (voix)
- Clarence Nash : Donald
- Thurl Ravenscroft : l'esprit du progrès
- The Mellomen : chanteurs